# Economía del crecimiento
Es el campo de estudio de la ciencia económica que estudia el crecimiento económico. Se divide en el estudio de la teoría del crecimiento exógeno y la teoría del crecimiento endógeno (o los modelos de progreso tecnológico endógeno).
- Modelo de crecimiento de Solow
- Contabilidad del crecimiento
- Modelo de crecimiento de Ramsey
- Modelo Aghion-Howitt (1990)
- modelo Grossman-Helpman (1991)